# Brillensperlingspapagei
Der Brillensperlingspapagei (Forpus conspicillatus), auch Brillenpapagei oder Augenring-Sperlingspapagei, ist eine Papageienart, die zu den Neuweltpapageien (Arini) in der Familie der Eigentlichen Papageien (Psittacidae) gehört. Der Bestand wird von der IUCN als nicht gefährdet (Least Concern) eingeschätzt.

## Merkmale
Der Brillensperlingspapagei erreicht eine Körperlänge von 12 bis 13 cm. Er ist die einzige Art der Gattung mit, beim Männchen, einem blauen Bereich um oder über den Augen. Beim Männchen kann man zudem auf der Flügeloberseite einen leichten blauen Farbstich erkennen. Der Bürzel und die Flügelunterseite ist intensiv Königsblau. Das Weibchen ist rein grün mit einem smaragdgrünen Augenring.
Die Farbe der Füße ist bräunlich bis fleischfarben, der Schnabel ist blassrosa.

## Verbreitung
Das Verbreitungsgebiet der Art reicht vom Osten Panamas über Kolumbien bis in den Südwesten von Venezuela. Der Brillensperlingspapagei kommt hauptsächlich in Höhen von 200 bis 1.800 Meter, gelegentlich bis 2600 Meter vor.

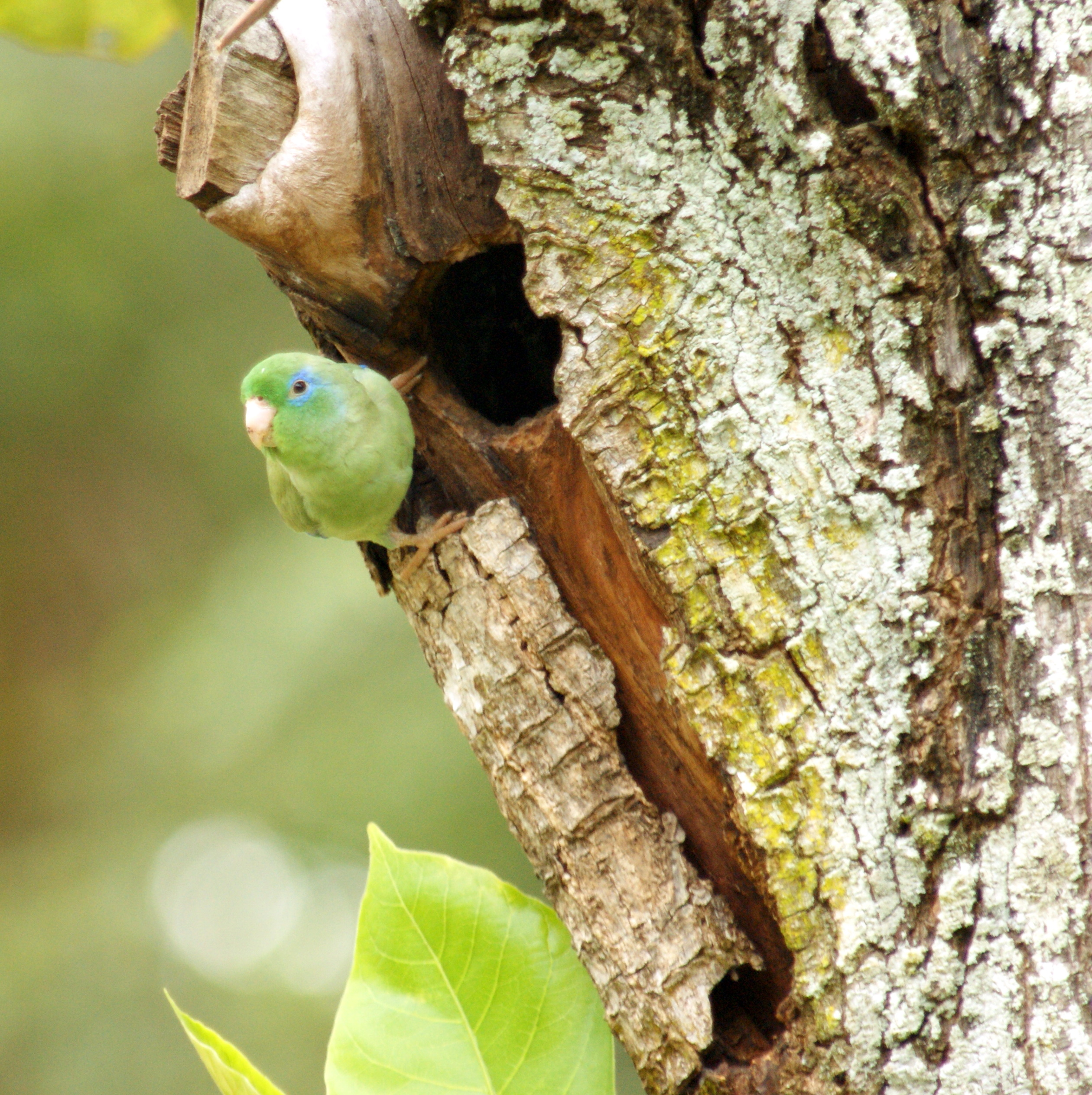
♂ am Nesteingang

## Lebensweise
Der Brillensperlingspapagei kommt paarweise oder in kleinen Gruppen vor. Er ernährt sich von Gräsern und deren Samen, von kleinen Beeren und von Früchten.

## Systematik
Als Unterarten sind Forpus conspicillatus caucae (Chapman, 1915), Forpus conspicillatus conspicillatus (Lafresnaye, 1848) und Forpus conspicillatus metae Borrero & Camacho, 1961  bekannt.
F. c. caucae ist etwas größer als die Nominatform, was insbesondere für die Flügel und den Schwanz gilt. Der Schnabel ist etwas stärker. Die blauen Bereiche am Bürzel, den inneren Flügelfedern, Ober- und Unterdeckenflügel wirken weniger purpurn, dafür bläulich.
Bei F. c. metae ist Färbung der Unterseite etwas gelblicher. Insbesondere der grün Wangenbereich weist einem Gelbstich auf.
Frédéric de Lafresnaye beschrieb den Augenring-Sperlingspapagei ursprünglich unter dem Namen Psittacula conspicillata. Erst später wurde er der Gattung Forpus zugeschlagen.